# What a Catch, Donnie
«What a Catch, Donnie» —en español: «Vaya cosa, Donnie»— es el tercer sencillo de Fall Out Boy de su quinto álbum de estudio Folie à Deux. Fue lanzado el 14 de octubre de 2008. Es un sencillo exclusivo de iTunes.
La canción cuenta con numerosos músicos interpretando cameos en la canción, cantando líneas de otras canciones de Fall Out Boy. Los artistas y sus correspondientes canciones son:[cita requerida]
- Elvis Costello - "Headfirst Slide into Cooperstown on a Bad Bet"
- Gabe Saporta (Midtown), (Cobra Starship) - "Grand Theft Autumn / Where is Your Boy?"
- Travis McCoy (Gym Class Heroes) - "Sugar, We're Going Down"
- Brendon Urie (Panic at the Disco)  - "Dance, Dance"
- Doug Neumann (Doug) - "This Ain't a Scene, It's an Arms Race"
- Alex DeLeon (The Cab) - "Thnks fr th Mmrs"
- William Beckett (The Academy Is...) - "Growing Up"

## Videoclip
El vídeo muestra a Patrick Stump como un pescador humilde que vive solo en un barco en alta mar (mostrando su vida cotidiana en el y mostrando a Patrick tocando el piano) hasta que un día una Gaviota cae a la cubierta mientras el lee un libro, la rescata, la cura y se convierte en su amigo, comen juntos y en las partes que se muestra a Stump tocando piano está él arriba del instrumento (lo que antes se mostraba a Patrick solo), hasta que un día, mientras pescaban capturan cosas del mar (todas de los videos anteriores de FOB, como los cuernos de alce del joven en Sugar, We're Going Down, la camisa de colo negro y rayas blancas de Dance, Dance, el Bombo color blanco de Thnks fr th Mmrs, las letras F.O.B. y el ataúd blanco de This Ain't A Scene, It's An Arms Race) después de esto ve que un barco se hunde y personas en botes con caras de melancolías (Todas estas de bandas conocidas, amigas y compañeras de disqueras de la banda, Brendon Urie y Spencer Smith de Panic at the Disco los de The Academy Is..., los de Cobra Starship, el resto de la banda que son Hurley y Trohman, etc), pero cuando se dan cuenta de que Stump los vio, se alegran y los saludan (en esta parte empiezan los cameos) y Stump los ayuda a subir al barco, empiezan a hablar y después Brendon señala al barco que se Hunde y aparece Pete Wentz saludando a la gente y hundiéndose con el barco, al final Patrick libera a la gaviota que se recupera y vuela otra vez.

## Posición en las listas
| Lista (2008)           | Posición más alta |
| ---------------------- | ----------------- |
| Canadian Hot 100       | 95                |
| U.S. Billboard Hot 100 | 94                |